# Passeport tchèque
Le passeport tchèque est un document de voyage international délivré aux ressortissants tchèques, et qui peut aussi servir de preuve de la citoyenneté tchèque. 